# Åsljunga
Åsljunga è un'area urbana della Svezia situata nel comune di Örkelljunga, contea di Scania.
La popolazione rilevata nel censimento 2010 era di 659 abitanti .